# Palazzo De Gregorio (Caserta)
Der Palazzo De Gregorio ist ein Palast aus dem 18. Jahrhundert im Viertel Aldifredo von Caserta in der italienischen Region Kampanien. Es liegt an der Piazzetta Aldifreda.

## Geschichte und Beschreibung
Den Palast ließ König Karl III. von Spanien in den Jahren 1754 und 1755 vom Baumeister Luigi Vanvitelli für seinen Finanzminister Leopoldo de Gregorio errichten. Das Gebäude hat einen kleinen Innenhof, der mit einem schönen Garten verbunden ist. 1796 kaufte ihn König Ferdinand I. und ließ ihn in eine Fabrik für Fliesen umbauen, die erste des Königreiches. 1851 zogen auf Geheiß König Ferdinands II. die Militärs ein. Ende des 19. Jahrhunderts ging der Palast in private Hände über und dient seit der Zeit nach dem Zweiten Weltkrieg als Wohngebäude.